# Corbon (Calvados)
Corbon é uma ex-comuna francesa na região administrativa da Normandia, no departamento de Calvados. Estendeu-se por uma área de 4,06 km². Em 2010 a comuna tinha 66 habitantes (densidade: 16,3 hab./km²).
Em 1 de janeiro de 2015 foi fundida com a comuna de Notre-Dame-d'Estrées para a criação da nova comuna de Notre-Dame-d'Estrées-Corbon.